# Thaumas (Kentaur)

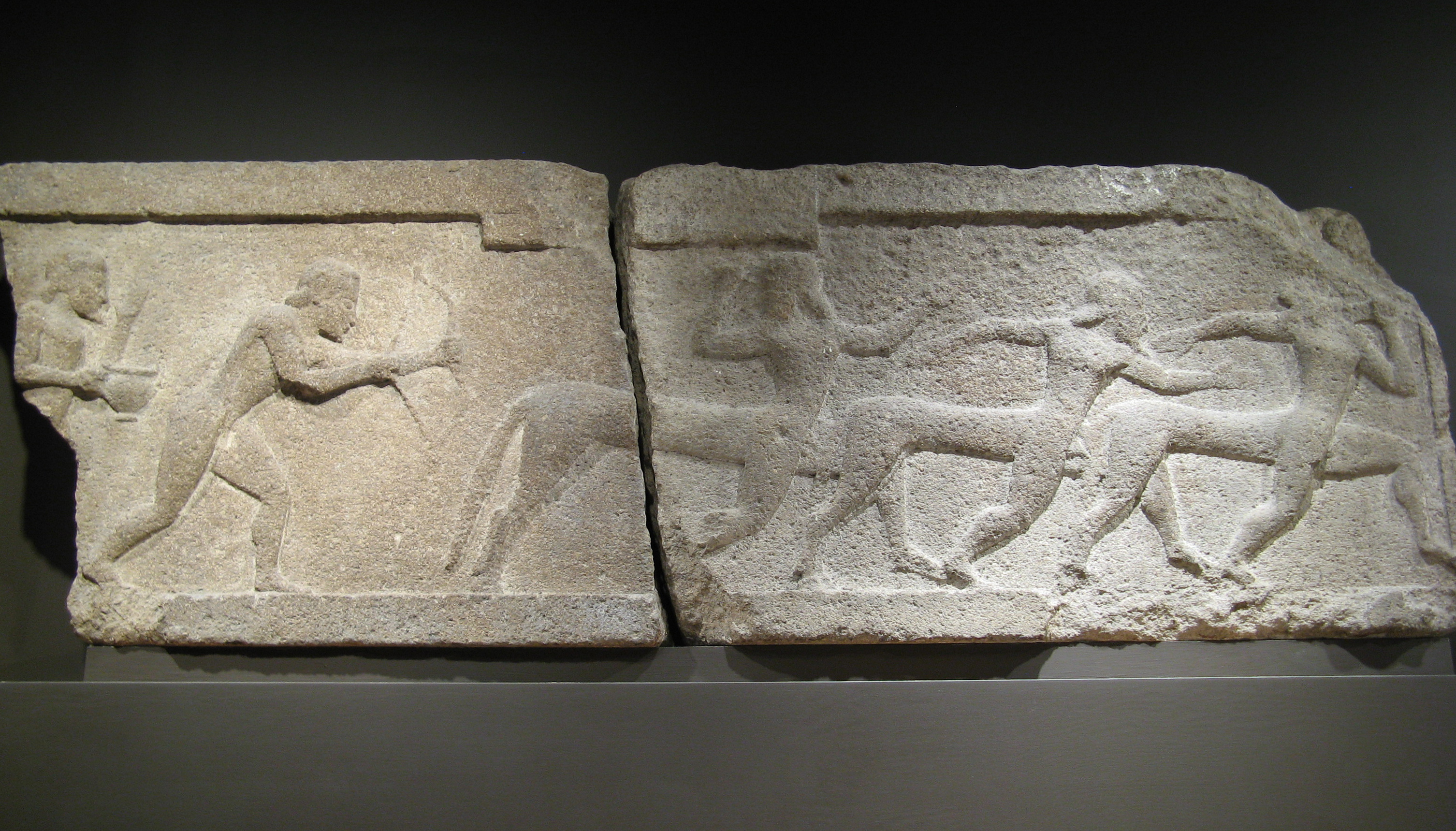
Athenatempel (Assos): Kentauren ergreifen die Flucht

Thaumas ist ein Kentaur der griechischen Mythologie. In der Kentauromachie auf der Hochzeit des Lapithen Peirithoos kann er fliehen. Einzige Quelle ist das zwölfte Buch der ovidischen Metamorphosen.

## Name
Er kommt von griechischen θαύμας, Thaúmas und bedeutet so wie θαύμα, thaúma ein Wunder oder Wunderwerk. Diese Bedeutung passt nicht zu einem Kentauren, wohl aber zu dem gleichnamigen Eponym Thaumas, einem „mythischen Repräsentanten des am Fuße des Pelion gelegenen Θαυμακία (Thaumakía) oder des Θαυμάσιον ὄρος (Thaumásion óros, der Berg Thaumasion) in Arkadien.“ 
Thaumakia, die „Wunderburg“ am Pelion und Thaumasion, der „Wunderberg“ in Arkadien, beide liegen in den Heimatbergen der Kentauren, so dass mit Thaumas eine deutliche Anspielung auf bestimmte Örtlichkeiten assoziiert werden kann, „da in allen Mythen von den Kentauren ihr Wohnsitz in Waldgebirgen im allgemeinen und an bestimmten Örtlichkeiten im besonderen hervortritt.“ Damit gehört er zu den alten Kentaurennamen, in denen sich ihre ursprüngliche Natur als Geister der Berge und Gebirgsbäche widerspiegelt.

## Mythos
Nach der Flucht des Rhoetus, der vom Lapithen Dryas schwer verletzt wurde, setzt – vermutlich aus Angst vor diesem Dryas – eine Massenflucht der Kentauren ein, darunter der Thaumas:
„Fugit et Orneus Lycabasque et saucius armo

dexteriore Medon et cum Pisenore Thaumas.“
„Lykabas auch sucht Heil in der Flucht und Ornëus und Medon,

rechts am Buge verletzt, nicht minder Pisenor und Thaumas.“
Er ist Teil einer variantenreichen Aufzählung, die mit fugit et beginnt und mit que, et, et, cum fortgeführt wird. Er flieht nicht allein, sondern cum Pisenor. Danach fliehen weitere Kentauren. Er bleibt so ein unbedeutender Kentaur, der aus poetischer Spielerei und zur „Belebung der Szenerie“ mit aufgeführt wird. Allein der Nachhall seines Names hebt ihn aus der Masse heraus und lässt den Leser aufhorchen, nicht aber andere Kentauren-Autoren, die ihn durchweg meiden. Zum weiteren mythologischen Hintergrund und zur literarischen Gestaltung der Fluchtszene, siehe den Artikel Melaneus.